# Attilio Pavesi
Attilio Pavesi (Caorso, Província de Piacenza, 1 d'octubre de 1910 - Buenos Aires, Argentina, 2 d'agost de 2011) va ser un ciclista italià que fou professional a primers dels anys 30 del segle xx.
Abans, com a ciclista amateur, aconseguí els seus principals èxits esportius en guanyar dues medalles d'or als Jocs Olímpics de Los Angeles de 1932, en la contrarellotge individual i en la contrarellotge per equips, formant equip amb Giuseppe Olmo i Guglielmo Segato.
En la seva etapa com a professional sols destaca una quarta posició a la Volta a Llombardia de 1936 i una 52a posició al Giro d'Itàlia de 1934.
L'esclat de la Segona Guerra Mundial el va agafar a l'Argentina disputant els Sis dies de Buenos Aires i això el va fer decidir instal·lar-se a Sáenz Peña, una ciutat de la província de Buenos Aires, on va obrir una botiga de bicicletes.

## Palmarès
- 1931
  - 1r a la Coppa Caldirola
- 1932
  -  Medalla d'or en la contrarellotge individual dels Jocs Olímpics de Los Angeles
  -  Medalla d'or en la contrarellotge per equips dels Jocs Olímpics de Los Angeles
- 1934
  - Vencedor d'una etapa del Giro de Toscana

### Resultats al Giro d'Itàlia
- 1934. 52è de la classificació general